# La Courtisane (film, 1931)
Pour les articles homonymes, voir La Courtisane.
Pour plus de détails, voir Fiche technique et Distribution.
La Courtisane, (titre original : Susan Lenox (Her Fall and Rise)), est un film dramatique américain réalisé par Robert Z. Leonard, sorti en 1931.

## Synopsis
Helga Ohlin est une enfant illégitime née et élevée dans un foyer où règne la violence. Son oncle, Karl Ohlin, s'arrange pour qu'elle épouse le rustre Jeb Mondstrum mais elle s'enfuit et rencontre Rodney Spencer, un architecte qui loue une cabane en bas de la route de la ferme familiale. Lorsque Rodney quitte la cabane, son père et Jeb la trouvent et elle s'enfuit à nouveau en sautant dans un train qui vient d'embarquer. Elle entre dans un wagon où se trouve une troupe de cirque et les rejoint en tant que danseuse sous le nom de Susan Lenox. Elle écrit régulièrement des lettres à Spencer pour qu'il la rejoigne à Marquette. Il finit par le faire mais ils ont un malentendu à cause de ses indiscrétions avec Burlingham[pas clair] et il part. 
Elle part alors à New York où elle devient la maîtresse de l'homme politique Mike Kelly et, lors d'un dîner dans l'appartement de ce dernier, Mme Lenox invite Spencer, lui faisant miroiter un nouveau contrat de construction. Il arrive sans connaître la femme qu'il doit rencontrer mais ils ont un autre malentendu et il repart une fois de plus. Désespérée, Susan se rend immédiatement au domicile de Spencer mais elle constate qu'il est parti sans dire où. Elle se jure de le rechercher et finit par atterrir à Puerto Sacate, en Amérique du Sud, où elle travaille comme danseuse dans un bar. Là, elle est séduite par un Américain, Robert Lane, qui arrive en yacht et souhaite l'emmener avec lui pour l'épouser. Cependant, Susan souhaite ardemment retrouver Spencer, affirmant qu'elle s'élevera avec lui ou tombera seule. Plus tard, une barge transportant des hommes travaillant dans les marais voisins, parmi lesquels se trouve Spencer, arrive au port. Susan et Spencer se rencontrent encore une fois et, après quelques disputes, ils finissent par raviver leur relation.

## Fiche technique
- Titre : La Courtisane
- Titre original : Susan Lenox (Her Fall and Rise)
- Réalisation : Robert Z. Leonard
- Scénario : Wanda Tuchock et Edith Fitzgerald d'après le roman de David Graham Phillips
- Dialogues : Leon Gordon et Zelda Sears
- Photographie : William H. Daniels
- Montage : Margaret Booth
- Musique : William Axt
- Direction artistique : Cedric Gibbons
- Costumes : Adrian
- Producteur : Robert Z. Leonard
- Société de production : Metro-Goldwyn-Mayer
- Pays de production :  États-Unis
- Langue : anglais américain
- Format : Noir et blanc — 35 mm — 1,37:1 — Son : Mono (Western Electric Sound System)
- Genre : Film dramatique
- Durée : 76 minutes (1 h 16)
- Dates de sortie : 
  - États-Unis : 10 octobre 1931
  - France 11 novembre 1932
- Affiches : Roland Coudon, Joseph Koutachy (France)

## Distribution
- Greta Garbo (VF : Claude Marcy) : Susan Lenox
- Clark Gable : Rodney Spencer
- Jean Hersholt : Karl Ohlin
- John Miljan : Burlingham
- Alan Hale : Jeb Mondstrum
- Hale Hamilton : Mike Kelly
- Hilda Vaughn : Mme Astrid Ohlin
- Russell Simpson : Docteur
- Cecil Cunningham : Madame Panoramia aka Pansy
- Ian Keith : Robert Lane

## Autour du film
- Malgré la présence à l'écran des deux stars de la MGM, Greta Garbo et Clark Gable, réunis pour l'unique fois de leur carrière, le film n'obtient pas le succès escompté[1].